# Leipziger Erklärung
Die Leipziger Erklärung (englisch Leipzig Declaration on Global Climate Change) ist eine 1995 von Fred Singer veröffentlichte Erklärung, in der Singer zusammen mit einer Reihe weiterer Unterzeichner behauptete, dass es keinen wissenschaftlichen Konsens über die durch Treibhausgase verursachte globale Erwärmung gäbe. Sie ging aus einer Ende 1995 in Leipzig abgehaltenen Konferenz mit dem Titel „The Greenhouse Controversy“ hervor, die gemeinsam durch das von Singer geleitete Science and Environmental Policy Project, das sich stark gegen Umweltschutz einsetzt, und die von Helmut Metzner gegründete European Academy of Environmental Affairs finanziert wurde. Zu den Unterzeichnern gehören unter anderem die prominenten Klimaleugner Robert Balling, Hugh Ellsaesser, David Legates, Richard Lindzen, Patrick Michaels und Frederick Seitz. Insgesamt unterzeichneten laut den Initiatoren 80 Wissenschaftler und 25 Meteorologen. 1997 und 2005 wurde die Erklärung erneut verbreitet.
Von Klimaleugnern wird die Erklärung häufig als Argument angeführt, dass es keinen wissenschaftlichen Konsens über die globale Erwärmung gebe. In der Wissenschaft wird die Erklärung hingegen als eine Desinformationskampagne von Klimaleugnern betrachtet, deren Ziel es ist, die Öffentlichkeit in Bezug auf den Forschungsstand zum menschengemachten Klimawandel und den dort herrschenden fachlichen Konsens zu verwirren. Tatsächlich bestand zu diesem Zeitpunkt bereits ein Konsens darüber, dass die Erderwärmung menschengemacht ist.
Die Erklärung gilt als gutes Beispiel für von Klimaleugnern häufig eingesetzte Strategie, falsche Experten einzusetzen, um damit den Anschein von wissenschaftlicher Expertise zu erwecken, die tatsächlich nicht oder kaum vorhanden ist. Hierfür werden in der öffentlichen Debatte vermeintliche Experten angeführt, oft politische Funktionäre oder Lobbyisten, die keine Expertise in den relevanten Wissenschaftsdisziplinen aufweisen, um dann den wissenschaftlichen Erkenntnissen zu widersprechen. Nachträgliche Untersuchungen für die Leipziger Erklärung ergaben das gleiche Muster: Von den 105 angeführten Unterzeichnern erklärten 12 auf Nachfrage, sie hätten die Erklärung niemals unterzeichnet, viele andere arbeiteten in Gebieten, die überhaupt nichts mit der Klimaforschung zu tun hatten. Klimaforscher fanden sich unter den Unterzeichnern fast überhaupt keine. Mit Robert Balling und Patrick Michaels fanden sich auch zwei Unterzeichner, die finanzielle Verbindungen zur deutschen Kohlebranche bzw. zur Regierung des Staates Kuwait hatten.